# تشنجو
تشينزو (بالصينية: 郴州市 )‏ هي مدينة على مستوى محافظة، في جمهورية الصين الشعبية، تتبع خونان، تبلغ مساحتها 19,317 كيلومتر مربع، رمزها البريدي هو 423000.

## المناخ
يظهر الجدول التالي التغييرات المناخية على مدار السنة لتشنجو:
| البيانات المناخية لـتشنجو                               | البيانات المناخية لـتشنجو | البيانات المناخية لـتشنجو | البيانات المناخية لـتشنجو | البيانات المناخية لـتشنجو | البيانات المناخية لـتشنجو | البيانات المناخية لـتشنجو | البيانات المناخية لـتشنجو | البيانات المناخية لـتشنجو | البيانات المناخية لـتشنجو | البيانات المناخية لـتشنجو | البيانات المناخية لـتشنجو | البيانات المناخية لـتشنجو | البيانات المناخية لـتشنجو |
| الشهر                                                   | يناير                     | فبراير                    | مارس                      | أبريل                     | مايو                      | يونيو                     | يوليو                     | أغسطس                     | سبتمبر                    | أكتوبر                    | نوفمبر                    | ديسمبر                    | المعدل السنوي             |
| ------------------------------------------------------- | ------------------------- | ------------------------- | ------------------------- | ------------------------- | ------------------------- | ------------------------- | ------------------------- | ------------------------- | ------------------------- | ------------------------- | ------------------------- | ------------------------- | ------------------------- |
| الدرجة القصوى °م (°ف)                                   | 27.0 (80.6)               | 31.5 (88.7)               | 33.7 (92.7)               | 35.6 (96.1)               | 35.9 (96.6)               | 38.0 (100.4)              | 40.3 (104.5)              | 40.5 (104.9)              | 38.6 (101.5)              | 36.3 (97.3)               | 33.5 (92.3)               | 27.4 (81.3)               | 40.5 (104.9)              |
| متوسط درجة الحرارة الكبرى °م (°ف)                       | 10.3 (50.5)               | 12.4 (54.3)               | 16.7 (62.1)               | 23.3 (73.9)               | 27.8 (82.0)               | 31.1 (88.0)               | 34.4 (93.9)               | 33.2 (91.8)               | 29.1 (84.4)               | 24.1 (75.4)               | 18.8 (65.8)               | 13.4 (56.1)               | 22.9 (73.2)               |
| المتوسط اليومي °م (°ف)                                  | 6.4 (43.5)                | 8.6 (47.5)                | 12.6 (54.7)               | 18.7 (65.7)               | 23.3 (73.9)               | 26.8 (80.2)               | 29.6 (85.3)               | 28.3 (82.9)               | 24.6 (76.3)               | 19.4 (66.9)               | 13.9 (57.0)               | 8.5 (47.3)                | 18.4 (65.1)               |
| متوسط درجة الحرارة الصغرى °م (°ف)                       | 3.8 (38.8)                | 6.0 (42.8)                | 9.6 (49.3)                | 15.4 (59.7)               | 19.8 (67.6)               | 23.5 (74.3)               | 26.0 (78.8)               | 24.8 (76.6)               | 21.3 (70.3)               | 16.0 (60.8)               | 10.4 (50.7)               | 5.1 (41.2)                | 15.1 (59.2)               |
| أدنى درجة حرارة °م (°ف)                                 | −4.3 (24.3)               | −3.6 (25.5)               | −1.9 (28.6)               | 2.9 (37.2)                | 10.0 (50.0)               | 13.4 (56.1)               | 18.6 (65.5)               | 18.3 (64.9)               | 13.2 (55.8)               | 4.2 (39.6)                | −1.6 (29.1)               | −6.3 (20.7)               | −6.3 (20.7)               |
| الهطول مم (إنش)                                         | 80.1 (3.15)               | 116.2 (4.57)              | 155.4 (6.12)              | 190.3 (7.49)              | 186.6 (7.35)              | 191.9 (7.56)              | 123.0 (4.84)              | 170.6 (6.72)              | 96.1 (3.78)               | 77.5 (3.05)               | 67.9 (2.67)               | 47.9 (1.89)               | 1٬503٫5 (59.19)           |
| متوسط أيام هطول الأمطار (≥ 0.1 mm)                      | 17.1                      | 16.8                      | 19.9                      | 18.5                      | 18.3                      | 15.5                      | 11.3                      | 14.0                      | 12.2                      | 13.5                      | 11.6                      | 10.4                      | 179.1                     |
| متوسط الرطوبة النسبية (%)                               | 82                        | 82                        | 81                        | 79                        | 77                        | 75                        | 67                        | 73                        | 77                        | 78                        | 77                        | 77                        | 77                        |
| المصدر #1: China Meteorological Data Service Center     |                           |                           |                           |                           |                           |                           |                           |                           |                           |                           |                           |                           |                           |
| المصدر #2: Weather China (precipitation days 1971-2000) |                           |                           |                           |                           |                           |                           |                           |                           |                           |                           |                           |                           |                           |

## التقسيمات الإدارية
- Beihu, Chenzhou [الإنجليزية]‏
- Suxian, Chenzhou [الإنجليزية]‏
- Guiyang County [الإنجليزية]‏
- Yizhang County [الإنجليزية]‏
- Yongxing County [الإنجليزية]‏
- Jiahe County [الإنجليزية]‏
- Linwu County [الإنجليزية]‏
- Rucheng County [الإنجليزية]‏
- Guidong County [الإنجليزية]‏
- Anren County [الإنجليزية]‏
- Zixing [الإنجليزية]‏.